# بيير باولو بيانكي
بيير باولو بيانكي (بالإيطالية: Pier Paolo Bianchi)‏ هو متسابق دراجات نارية إيطالي سابق فاز ببطولة سباق الجائزة الكبرى للدراجات النارية. نافس في سباقات بطولة العالم لفئة 125 سي سي ولفئة 50 سي سي.

## البطولات
- سباق الجائزة الكبرى للدراجات النارية 1976
- سباق الجائزة الكبرى للدراجات النارية 1977
- سباق الجائزة الكبرى للدراجات النارية 1980

## روابط خارجية
- بيير باولو بيانكي على موقع MotoGP.com (الإنجليزية)
- بيير باولو بيانكي على موقع CONI honoured athlete website (الإيطالية)